# The Odd Sound Out
|  | Denne artikel er oprettet af botten PalnaBot ud fra en ekstern database. Den kan derfor have sproglige fejl eller mangler. Denne skabelon kan fjernes efter kontrol af indholdet. |

The Odd Sound Out er en animationsfilm fra 2013 instrueret af Pernille Sihm efter manuskript af Pernille Sihm, Ida Maria Andersen, Aimall Sharifi.

## Handling
Trootpout er medlem af et lille band af usynlige musiske væsener, der spiller musikken til en ung herres humør. Men med sine entusiastiske spontane udbrud kommer han altid til at ødelægge de andres melodi. Derfor beslutter de sig for at efterlade ham. Vil han nogensinde finde et band, hvor han passer ind?